# Équipe des Pays-Bas des moins de 20 ans de football
Maillots
L'équipe des Pays-Bas des moins de 20 ans ou Pays-Bas U20 est une sélection de footballeurs néerlandais âgés de moins de 20 ans au début des deux années de compétition, placée sous la responsabilité de la Fédération royale néerlandaise de football (KNVB).

## Compétitions internationales
Non inscrite en 1977, la sélection néerlandaise est qualifiée en 1981 mais, faute de moyen, étant de statut amateur, laisse sa place à l'équipe d'Allemagne de l'Ouest, qui remportera d'ailleurs le titre. L'Équipe des Pays-Bas participe à quatre Coupes du monde, 1983, 1995, 2001 et celle de 2005, dont les Pays-Bas sont les organisateurs. Elle atteint les quarts de finale en 1983, 2001 et 2005, où elle est éliminée respectivement par l'Argentine, l'Égypte et par le Nigeria, futur finaliste, aux tirs au but.

## Les sélectionneurs
- Kees Rijvers (1983)
- Rinus Israël (1995)
- Louis van Gaal (2001)
- Foppe de Haan (2005)